# Ридспорт (Орегон)
Ридспорт (енгл. Reedsport) град је у америчкој савезној држави Орегон.

## Демографија
По попису из 2010. године број становника је 4.154, што је 224 (-5,1%) становника мање него 2000. године.
| Група             | 2000.         | 2010.         |
| Белци             | 4.007 (91,5%) | 3.732 (89,8%) |
| Афроамериканци    | 1 (0,0%)      | 13 (0,3%)     |
| Азијати           | 19 (0,4%)     | 45 (1,1%)     |
| Хиспаноамериканци | 205 (4,7%)    | 205 (4,9%)    |
| Укупно            | 4.378         | 4.154         |